# کلمنتوویتسه
کلمنتوویتسه (به لهستانی:  Klementowice) یک منطقهٔ مسکونی در لهستان است که در گمینا کوروو واقع شده‌است. کلمنتوویتسه  ۱٬۳۹۱ نفر جمعیت دارد و ۱۹۰ متر بالاتر از سطح دریا واقع شده‌است.